# The New Sheriff (film 1913)
The New Sheriff è un cortometraggio muto del 1913 diretto da Arthur Mackley.

## Trama
Sulla testa degli appartenenti alla banda degli Sheppard viene messa una taglia di trecento dollari. Il giudice Boyd cerca volontari ma il giorno precedente i banditi hanno ucciso lo sceriffo e non si trovano uomini disposti a correre il rischio di battersi contro gli Sheppard. Si fa avanti il solo Blinton che riesce a mettere nel sacco i malviventi che si sono fidati troppo del cane di Jack Sheppard: quando Blinton ritorna con i suoi prigionieri, tutta la città festeggia il nuovo sceriffo.

## Produzione
Il film fu prodotto dalla Essanay Film Manufacturing Company. Venne girato a Niles. Gilbert M. 'Broncho Billy' Anderson, fondatore della casa di produzione Essanay (che aveva la sua sede a Chicago), aveva individuato nella cittadina californiana di Niles il luogo ideale per trasferirvi una sede distaccata della casa madre. Niles diventò, così, il set dei numerosi western prodotti dall'Essanay.

## Distribuzione
Distribuito dalla General Film Company, il film - un cortometraggio di una bobina - uscì nelle sale cinematografiche USA il 27 maggio 1913.